# Беневец
Беневец (пол. Bieniewiec) — польский дворянский герб.

## Описание
В голубом поле золотой сноп, вокруг которого обвилась змея. В навершии шлема три страусовые пера. Намет голубой с золотым подбоем. Герб Беневец Брунвея внесен в Часть 1 Гербовника дворянских родов Царства Польского, стр. 196

## Герб используют
Герб вместе с потомственным дворянством Всемилостнвейше пожалован Юлию Вильгельму Фридриху Вильгельмову сыну Брунвею, Высочайшею Грамотою Государя Императора и Царя НИКОЛАЯ I, на основании 3-го пункта статьи 2-й Положения о дворянстве 1836 года, — за пожертвование, которое он сделал, обеспечив на имении своем Беневице в Варшавском уезде состоящем, на вечные времена, содержание двух инвалидов Императорско—Российской Армии.